# 纳米结构物理学中的光耦合国际会议
纳米结构物理学中的光耦合国际会议（International Conference on Physics of Light–Matter Coupling in Nanostructures, PLMCN）是在基础物理学、半导体科学、纳米科学与技术等领域一年一次的国际性学术会议。

## 历届会议
1. PLMCN0: 法国Saint-Nectaire (2000)
2. PLMCN1: 意大利罗马 (2001)
3. PLMCN2: 希腊雷西姆农 (2002)
4. PLMCN3: 意大利阿奇雷亚莱 (2003)
5. PLMCN4 （页面存档备份，存于）: 俄罗斯圣彼得堡 (2004)
6. PLMCN5 （页面存档备份，存于）: 苏格兰格拉斯哥 (2005)
7. PLMCN6: 德国马格德堡 (2006)
8. PLMCN7: 古巴哈瓦那 (2007)
9. PLMCN8 （页面存档备份，存于）: 日本东京 (2008)
10. PLMCN9: 意大利莱切 (2009)
11. PLMCN10: （页面存档备份，存于） 墨西哥库埃纳瓦卡(2010)
12. PLMCN11: 德国柏林 (2011)
13. PLMCN12 （页面存档备份，存于）: 中国杭州 (2012)

第13届PLMCN于2012年6月19日至23日在中国杭州举办，由复旦大学物理系主办。

## 标志
会议的标志是一只包含各地民俗特点的猫。这个标志由大会创办者、主席，南安普敦大学的Alexey Kavokin每年设计一次。